# Geziefer
Geziefer steht für eine Gruppe von Tieren. Das Wort geht zurück auf althochdeutsch zepar ‚Opfertier‘ mit dem Kollektivpräfix ge- und bezeichnet damit Tiere, die für ein Opfer geeignet sind. Vorrangig gemeint sind Schafe und Ziegen. Als Abgrenzung dazu entstand der heute noch gebräuchliche Begriff Ungeziefer.
Der Begriff findet sich fast ausschließlich in alten, oft in biblischen Texten.
In Franken ist Geziefer eine gebräuchliche mundartliche Bezeichnung für eine Gruppe von kleineren Nutztieren, insbesondere Geflügel. 